# LGBT práva v Massachusetts

Duhová mapa Massachusetts

Práva LGBT+ osob v americkém státě Massachusetts v posledních desetiletích zaznamenala pokrok. Americký stát Massachusetts je jedním ze států, které nejvíce podporují LGBT+ komunitu v zemi. V roce 2004 se stal prvním státem USA, který udělil oddací licence párům stejného pohlaví po rozhodnutí ve věci Goodridge v. Department of Public Health, a šestou jurisdikcí na světě po Nizozemsko, Belgie, Ontario, Britská Kolumbie a Québec.
Sexuální aktivity osob stejného pohlaví jsou legální od roku 1974 v souladu s přelomovým rozhodnutím Nejvyššího soudu státu Massachusetts, které potvrdilo právo na sexuální soukromí. Státní zákon zakazuje diskriminaci na základě sexuální orientace a genderové identita v zaměstnání, bydlení, veřejném ubytování, úvěrech a odborové praxi. V listopadu 2018 se Massachusetts stal prvním státem v zemi, který podpořil ochranu transgender osob prostřednictvím lidového hlasování. Kromě toho si páry stejného pohlaví mohou adoptovat děti a transgender osoby si mohou změnit své zákonné pohlaví, aniž by musely podstoupit operaci změny pohlaví. V dubnu 2019 se Massachusetts stal 16. státem USA, který zakázal konverzní terapii u nezletilých LGBT+ osob.
Massachusetts je domovem živé a viditelné LGBT+ kultury. Boston, hlavní město státu, byl zařazen mezi města nejvíce přátelská k LGBT+ ve Spojené státy americké, známá svou LGBT+ seznamovací scénou, akcemi, nočním životem, kluby a bary. Provincetown, ležící na špičce Cape Cod, je mezinárodně známý pro vysokou akceptaci a viditelnost LGBT+ komunity. Northampton je naproti tomu město s největším počtem lesbických párů na obyvatele v celých Spojených státech.
Massachusetts dosud legislativně nezrušil svůj zaniklý zákaz sodomie a používání obecného práva k obhajobě homosexuálů v panice u státních soudů k prosinci 2024, přestože je považován za baštu Demokratické strany.